# Götzer See

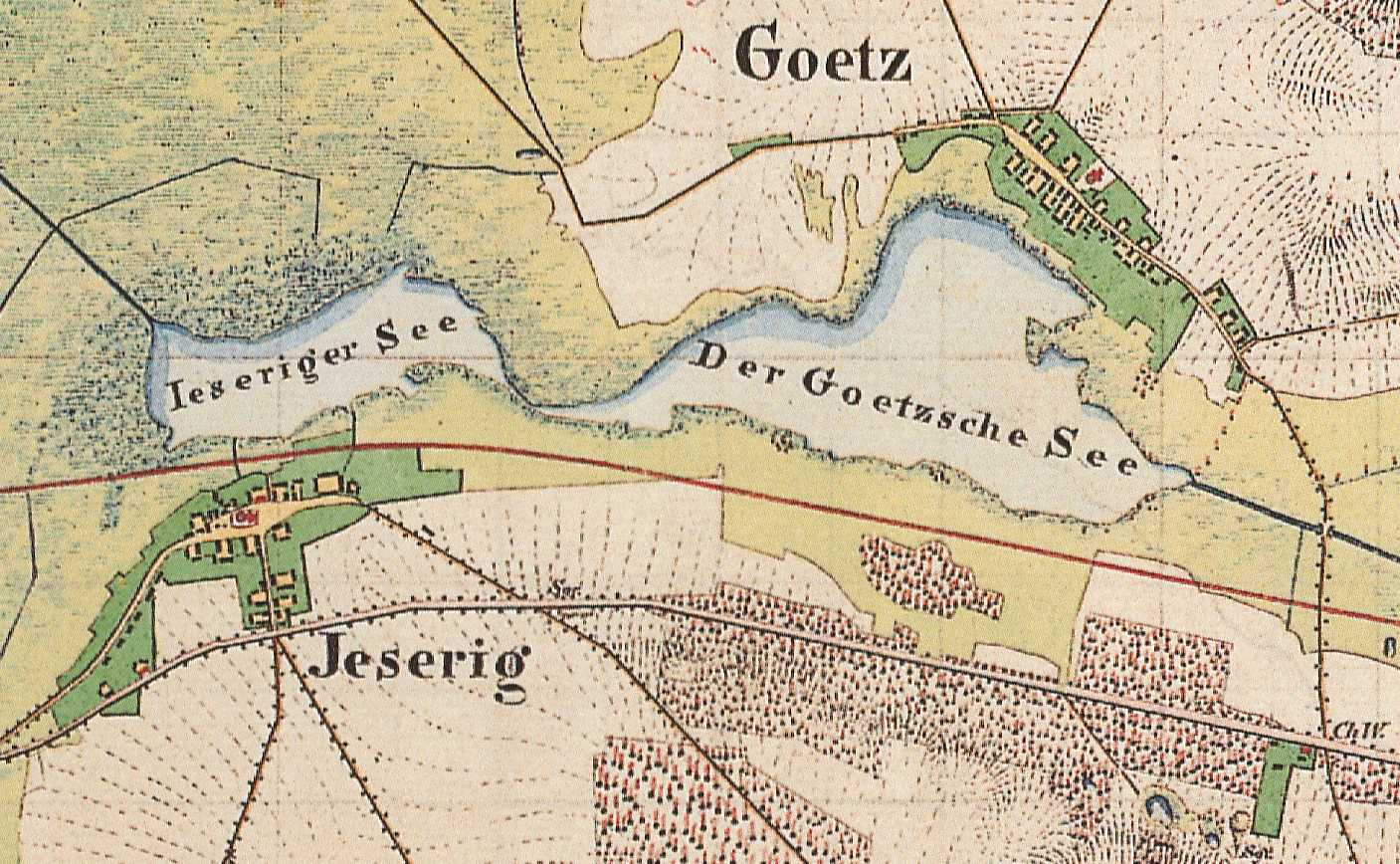
Jeserig, Götz, Götzer See und Jeseriger See auf dem Urmesstischblatt 3542 Groß Kreutz von 1839

Der Götzer See ist ein natürlicher, stark verlandender See auf der Gemarkung von Götz im Landkreis Potsdam-Mittelmark (Land Brandenburg).

## Geographische Lage und Hydrographie
Der Götzer See ist 1,69 ha groß. Noch um 1900 war er nach der TK 1:25.000 viele Male größer. Bei der Aufnahme des Urmesstischblattes 3542 Groß Kreutz im Jahre 1839 waren Jeseriger See und Götzer See noch miteinander verbunden.
Der Seespiegel liegt im Mittel bei 30,8 m ü. NHN. Er ist heute von einem breiten Röhrichtgürtel umgeben. Im östlichen Teil der Verlandungsflächen hat sich bereits ein Bruchwald angesiedelt. Der See hat einen Zufluss aus Osten in Form eines Grabens („Hauptgraben“), er entwässert über ein Fließ zum ebenfalls stark verlandenden Jeseriger See.

## Geschichte
Der See wird im Landbuch von 1375 als Gotistersee bezeichnet. 1661 erscheint er in einer schon der heutigen Schreibweise angenäherten Form Der Götzische See. In der Schmettau’schen Karte von 1767/87 ist er als Götzsche See bezeichnet, und das Urmesstischblatt 3542 Groß Kreutz von 1839 verzeichnet ihn als Der Goetzsche See. Der See ist nach dem Uferort Götz benannt. Der Ortsname ist slawischen Ursprungs. Es liegt hier der Kosename *Chot- zugrunde.